# Barry Pinches
Barry Pinches (Old Catton, 13 de julio de 1970) es un jugador de snooker inglés.

## Biografía
Nació en la localidad de Old Catton, perteneciente a la ciudad inglesa de Norwich, en 1970. Es jugador profesional de snooker desde 1989, aunque se ha caído del circuito profesional en más de una ocasión. No se ha proclamado campeón de ningún torneo de ranking, y su mayor logro hasta la fecha fue alcanzar los cuartos de final dos veces, a saber: los del Campeonato del Reino Unido de 2003, en los que cayó (3-9) ante Stephen Hendry, y los del Grand Prix de 2005, donde se vio superado (2-5) por Ronnie O'Sullivan. Sí ha logrado tejer una tacada máxima, que llegó en su partido contra Joe Johnson de las rondas clasificatorias del Abierto de Gales de 2000.